# Castelo de Conches-en-Ouche
O Château de Conches-en-Ouche é um castelo em ruínas na comuna de Conches-en-Ouche no departamento Eure no noroeste da França,
O castelo foi classificado como monumento histórico pelo Ministério da Cultura da França desde 1886. 